# Falkland Islands Television
Falkland Islands Television (FITV) (en español: Televisión Islas Malvinas) es la primera estación de televisión local en las islas Malvinas, basada en Puerto Argentino/Stanley y propiedad de KTV Ltd., del empresario chileno Mario Zuvic Bulic y residente de las islas, y de Stanley Services Limited. 

## Historia
FITV inició sus emisiones el 1 de abril de 2011 usando la plataforma de distribución de KTV.
FITV produce en la actualidad un programa local dos veces por semana de noticias llamado "Falklands in Focus", que sale al aire los martes y viernes a las 7 de la tarde (hora de las Islas Malvinas). Además, los programas especiales "One Off" se producen para cubrir las reuniones públicas, programas de especial interés, eventos deportivos y sociales. Su programación semanal que se repite todos los días.
También se venden (tanto en tiendas de la capital, como por correo en las islas y el resto del mundo) los programas actuales y anteriores de "Falklands in Focus" en DVD.
Las islas también cuentan con otro canal local, TV1 que trae una compilación de series inglesas, es gratuita y propiedad del Servicio de Transmisión de las Fuerzas Británicas. También hay otra señal disponible solo para el personal de la base Aérea de Monte Agradable.
Durante las elecciones generales de las islas Malvinas de 2013 cada candidato expuso sus programas electorales.